# Vert-le-Petit
Vert-le-Petit è un comune francese di 2 616 abitanti situato nel dipartimento dell'Essonne, nella regione dell'Île-de-France.

## Società

### Evoluzione demografica
Abitanti censiti